# Comuna de Kargowa
Kargowa (polaco: Gmina Kargowa) é uma gminy (comuna) na Polónia, na voivodia da Lubúsquia e no condado de Zielonogórski. A sede do condado é a cidade de Kargowa.
De acordo com os censos de 2004, a comuna tem 5782 habitantes, com uma densidade 45 hab/km².

## Área
Estende-se por uma área de 128,47 km², incluindo:
- área agricola: 42%
- área florestal: 49%

## Demografia
Dados de 30 de Junho 2004:
|                      | Total   | Total | Mulheres | Mulheres | Homens  | Homens |
| -------------------- | ------- | ----- | -------- | -------- | ------- | ------ |
|                      | pessoas | %     | pessoas  | %        | pessoas | %      |
| População            | 5782    | 100   | 2957     | 51,1     | 2825    | 48,9   |
| Densidade (pop./km²) | 45      | 100   | 23       | 23       | 22      | 22     |

De acordo com dados de 2002, o rendimento médio per capita ascendia a 1357,73 zł.

## Subdivisões
- Chwalim, Dąbrówka, Karszyn, Nowy Jaromierz, Obra Dolna, Smolno Małe, Smolno Wielkie, Stary Jaromierz, Wojnowo.

## Comunas vizinhas
- Babimost, Bojadła, Kolsko, Siedlec, Sulechów, Trzebiechów, Wolsztyn